# Paul Curran
Paul Curran (Thornaby-on-Tees, 15 de janeiro de 1961) é um ex-ciclista profissional britânico. Competiu nos Jogos Olímpicos de 1984 e 1988.